# Kim Min-seok
Kim Min-seok (n. 14 iunie 1999, Anyang, Coreea de Sud) este un patinator de viteză ce a reprezentat Coreea de Sud, medaliat olimpic. A participat la o ediție a Jocurilor Olimpice (2022) în care a câștigat o medalie de bronz.